# Iridopsis mastistes
Iridopsis mastistes är en fjärilsart som beskrevs av Louis Beethoven Prout 1934. Iridopsis mastistes ingår i släktet Iridopsis och familjen mätare. Inga underarter finns listade i Catalogue of Life.